# 賴索托國家奧林匹克委員會
萊索托國家奧林匹克委員會（Lesotho National Olympic Committee）是萊索托的國家奧林匹克委員會。該組織成立於1971年，是國際奧委會和非洲國家奧林匹克委員會聯合會的成員。1972年，首次派員參加在西德慕尼黑舉辦的夏季奧運會。
現時，萊索托國家奧林匹克委員會的總部設在首都馬賽魯，主席是Ms Matlohang。

## 資料來源
1. ↑  .   [2014-04-16]. （原始内容存档于2016-08-05）.